# Iso Kulujärvi
Iso Kulujärvi är en sjö i Kiruna kommun i Lappland och ingår i Torneälvens huvudavrinningsområde. Sjön har en area på 0,273 kvadratkilometer och ligger 301 meter över havet. Sjön avvattnas av vattendraget Uusijoki.

## Delavrinningsområde
Iso Kulujärvi ingår i det delavrinningsområde (751435-172729) som SMHI kallar för Mynnar i Luongasjärvi. Medelhöjden är 367 meter över havet och ytan är 27,41 kvadratkilometer. Det finns inga avrinningsområden uppströms utan avrinningsområdet är högsta punkten. Uusijoki som avvattnar avrinningsområdet har biflödesordning 3, vilket innebär att vattnet flödar genom totalt 3 vattendrag innan det når havet efter 349 kilometer. Avrinningsområdet består mestadels av skog (89 procent). Avrinningsområdet har 0,47 kvadratkilometer vattenytor vilket ger det en sjöprocent på 1,7 procent. Bebyggelsen i området täcker en yta av 0,16 kvadratkilometer eller 1 procent av avrinningsområdet.